# Senior PGA Kampioenschap
Het US Senior PGA Kampioenschap - officieel het Senior PGA Championship - is een jaarlijks golftoernooi in de Verenigde Staten, dat deel uitmaakt van de Champions Tour. Het is een van de vijf Majors van de Champions Tour. Het kampioenschap werd opgericht in 1937 en is hiermee de oudste van de Majors. De trofee van het kampioenschap heet de "Alfred S. Bourne Trophy".
De organisatie is in handen van de Amerikaanse PGA (Professional Golfers' Association of America / USPGA). Pas in 2007 is het kampioenschap mee gaan tellen voor de Europese ranglijst.

## Deelnemers
Spelers van 50 jaar of ouder kunnen zich op verschillende manieren kwalificeren, bijvoorbeeld:
- Voormalige winnaars van dit PGA Kampioenschap
- De 15 beste spelers van het vorige Senior PGA Kampioenschap
- Alle spelers van de Champions Tour die een overwinning hebben behaald sinds het vorige Senior PGA Kampioenschap
- De 50 beste spelers van de Champions Tour van het lopende en vorige jaar
- De top 35 van de Callaway Golf Senior PGA Professional National Championship
- Voormalige winnaars van een Major
- Voormalige Ryder Cup spelers
- Winnaars van de laatste vijf US Senior Opens
- De winnaar van het laatste Senior Brits Open
- De 8 beste spelers van de Europese Senior Tour van het voorgaande jaar
- De 4 beste spelers van de Japanse Seniors Tour van het voorgaande jaar

Zo zijn er nog enkele criteria, verder zijn er enkele wildcards te beschikbaar.

## Winnaars
| Jaar | Baan                                        | Stad                                     | Winnaar                                  | Score                                    | Score                                    | Info                                       |
| ---- | ------------------------------------------- | ---------------------------------------- | ---------------------------------------- | ---------------------------------------- | ---------------------------------------- | ------------------------------------------ |
| 1937 | Augusta National Golf Club                  | Augusta, Georgia                         | Jock Hutchison                           | 223                                      |                                          |                                            |
| 1938 | Augusta National Golf Club                  | Augusta, Georgia                         | Fred McLeod                              | 154                                      |                                          |                                            |
| 1939 | Niet gespeeld                               | Niet gespeeld                            | Niet gespeeld                            | Niet gespeeld                            | Niet gespeeld                            | Niet gespeeld                              |
| 1940 | Bobby Jones Golf Club Sarasota Country Club | Sarasota, Florida                        | Otto Hackbarth                           | 146                                      |                                          |                                            |
| 1941 | Bobby Jones Golf Club Sarasota Country Club | Sarasota, Florida                        | Jack Burke Sr                            | 142                                      |                                          |                                            |
| 1942 | Fort Myers Country Club                     | Fort Myers, Florida                      | Eddie Williams                           | 138                                      | -6                                       |                                            |
| 1943 | Niet gespeeld wegens Tweede Wereldoorlog    | Niet gespeeld wegens Tweede Wereldoorlog | Niet gespeeld wegens Tweede Wereldoorlog | Niet gespeeld wegens Tweede Wereldoorlog | Niet gespeeld wegens Tweede Wereldoorlog |                                            |
| 1944 | Niet gespeeld wegens Tweede Wereldoorlog    | Niet gespeeld wegens Tweede Wereldoorlog | Niet gespeeld wegens Tweede Wereldoorlog | Niet gespeeld wegens Tweede Wereldoorlog | Niet gespeeld wegens Tweede Wereldoorlog |                                            |
| 1945 | PGA National Golf Course                    | Dunedin, Florida                         | Eddie Williams                           | 148                                      | +4                                       |                                            |
| 1946 | PGA National Golf Course                    | Dunedin, Florida                         | Eddie Williams                           | 146                                      | +2                                       | 18-holes play-off tegen Jock Hutchison     |
| 1947 | PGA National Golf Course                    | Dunedin, Florida                         | Jock Hutchison                           | 145                                      | +1                                       |                                            |
| 1948 | PGA National Golf Course                    | Dunedin, Florida                         | Charles McKenna                          | 141                                      | -3                                       |                                            |
| 1949 | PGA National Golf Course                    | Dunedin, Florida                         | Marshall Crichton                        | 145                                      | +1                                       |                                            |
| 1950 | PGA National Golf Course                    | Dunedin, Florida                         | Al Watrous                               | 142                                      | -2                                       |                                            |
| 1951 | PGA National Golf Course                    | Dunedin, Florida                         | Al Watrous                               | 142                                      | -2                                       | 18-holes play-off tegen Jock Hutchison     |
| 1952 | PGA National Golf Course                    | Dunedin, Florida                         | Ernie Newnham                            | 146                                      | +2                                       |                                            |
| 1953 | PGA National Golf Course                    | Dunedin, Florida                         | Harry Schwab                             | 142                                      | -2                                       |                                            |
| 1954 | PGA National Golf Course                    | Dunedin, Florida                         | Gene Sarazen                             | 214                                      | -2                                       |                                            |
| 1955 | PGA National Golf Course                    | Dunedin, Florida                         | Mortie Dutra                             | 213                                      | -3                                       |                                            |
| 1956 | PGA National Golf Course                    | Dunedin, Florida                         | Pete Burke                               | 215                                      | -1                                       |                                            |
| 1957 | PGA National Golf Course                    | Dunedin, Florida                         | Al Watrous                               | 210                                      | -6                                       | 18-holes play-off tegen Bob Stupple        |
| 1958 | PGA National Golf Course                    | Dunedin, Florida                         | Gene Sarazen                             | 288                                      | par                                      |                                            |
| 1959 | PGA National Golf Course                    | Dunedin, Florida                         | Willie Goggin                            | 284                                      | -4                                       |                                            |
| 1960 | PGA National Golf Course                    | Dunedin, Florida                         | Dick Metz                                | 284                                      | -4                                       |                                            |
| 1961 | PGA National Golf Course                    | Dunedin, Florida                         | Paul Runyan                              | 278                                      | -10                                      |                                            |
| 1962 | PGA National Golf Course                    | Dunedin, Florida                         | Paul Runyan                              | 278                                      | -10                                      |                                            |
| 1963 | The Saints at Port St Lucie Golf Course     | Port Saint Lucie, Florida                | Herman Barron                            | 272                                      | -16                                      |                                            |
| 1964 | PGA National Golf Club                      | Palm Beach Gardens, Florida              | Sam Snead                                | 279                                      | -9                                       |                                            |
| 1965 | Fort Lauderdale Country Club                | Fort Lauderdale, Florida                 | Sam Snead                                | 278                                      | -10                                      |                                            |
| 1966 | PGA National Golf Club                      | Palm Beach Gardens, Florida              | Fred Haas                                | 286                                      | -2                                       |                                            |
| 1967 | PGA National Golf Club                      | Palm Beach Gardens, Florida              | Sam Snead                                | 279                                      | -9                                       |                                            |
| 1968 | PGA National Golf Club                      | Palm Beach Gardens, Florida              | Chandler Harper                          | 279                                      | -9                                       |                                            |
| 1969 | PGA National Golf Club                      | Palm Beach Gardens, Florida              | Tommy Bolt                               | 278                                      | -10                                      |                                            |
| 1970 | PGA National Golf Club                      | Palm Beach Gardens, Florida              | Sam Snead                                | 290                                      | +10                                      |                                            |
| 1971 | PGA National Golf Club                      | Palm Beach Gardens, Florida              | Julius Boros                             | 285                                      | -3                                       |                                            |
| 1972 | PGA National Golf Club                      | Palm Beach Gardens, Florida              | Sam Snead                                | 286                                      | -2                                       |                                            |
| 1973 | PGA National Golf Club                      | Palm Beach Gardens, Florida              | Sam Snead                                | 268                                      | -20                                      | met 15 slagen voorsprong                   |
| 1974 | The Saints at Port St Lucie Golf Course     | Port Saint Lucie, Florida                | Roberto De Vicenzo                       | 273                                      |                                          |                                            |
| 1975 | Walt Disney World Resort Golf               | Lake Buena Vista, Florida                | Charlie Sifford                          | 280                                      | -8                                       |                                            |
| 1976 | Walt Disney World Resort Golf               | Lake Buena Vista, Florida                | Pete Cooper                              | 283                                      | -5                                       |                                            |
| 1977 | Walt Disney World Resort Golf               | Lake Buena Vista, Florida                | Julius Boros                             | 283                                      | -5                                       |                                            |
| 1978 | Walt Disney World Resort Golf               | Lake Buena Vista, Florida                | Joe Jimenez                              | 286                                      | -2                                       |                                            |
| 1979 | Walt Disney World Resort Golf               | Lake Buena Vista, Florida                | Jack Fleck                               | 289                                      | +1                                       | In de maand februari                       |
| 1979 | Turnberry Isle Resort & Club                | Aventura, Florida                        | Don January                              | 270                                      | -18                                      | In de maand december                       |
| 1980 | Turnberry Isle Resort & Club                | Aventura, Florida                        | Arnold Palmer                            | 289                                      | +1                                       | na sudden-seath play-off tegen Paul Harney |
| 1981 | Turnberry Isle Resort & Club                | Aventura, Florida                        | Miller Barber                            | 281                                      | -7                                       |                                            |
| 1982 | PGA National Golf Club                      | Palm Beach Gardens, Florida              | Don January                              | 288                                      | par                                      |                                            |
| 1983 | Niet gespeeld                               | Niet gespeeld                            | Niet gespeeld                            | Niet gespeeld                            | Niet gespeeld                            | Niet gespeeld                              |
| 1984 | PGA National Golf Club                      | Palm Beach Gardens, Florida              | Arnold Palmer                            | 282                                      | -6                                       | In de maand januari                        |
| 1984 | PGA National Golf Club                      | Palm Beach Gardens, Florida              | Peter Thomson                            | 286                                      | -2                                       | In de maand december                       |
| 1985 | Niet gespeeld                               | Niet gespeeld                            | Niet gespeeld                            | Niet gespeeld                            | Niet gespeeld                            |                                            |
| 1986 | PGA National Golf Club                      | Palm Beach Gardens, Florida              | Gary Player                              | 281                                      | -7                                       |                                            |
| 1987 | PGA National Golf Club                      | Palm Beach Gardens, Florida              | Chi-Chi Rodríguez                        | 282                                      | -6                                       |                                            |
| 1988 | PGA National Golf Club                      | Palm Beach Gardens, Florida              | Gary Player                              | 284                                      | -4                                       |                                            |
| 1989 | PGA National Golf Club                      | Palm Beach Gardens, Florida              | Larry Mowry                              | 281                                      | -7                                       |                                            |
| 1990 | PGA National Golf Club                      | Palm Beach Gardens, Florida              | Gary Player                              | 281                                      | -7                                       |                                            |
| 1991 | PGA National Golf Club                      | Palm Beach Gardens, Florida              | Jack Nicklaus                            | 271                                      | -17                                      |                                            |
| 1992 | PGA National Golf Club                      | Palm Beach Gardens, Florida              | Lee Trevino                              | 278                                      | -10                                      |                                            |
| 1993 | PGA National Golf Club                      | Palm Beach Gardens, Florida              | Tom Wargo                                | 275                                      | -13                                      |                                            |
| 1994 | PGA National Golf Club                      | Palm Beach Gardens, Florida              | Lee Trevino                              | 279                                      | -9                                       |                                            |
| 1995 | PGA National Golf Club                      | Palm Beach Gardens, Florida              | Raymond Floyd                            | 277                                      | -11                                      |                                            |
| 1996 | PGA National Golf Club                      | Palm Beach Gardens, Florida              | Hale Irwin                               | 280                                      | -8                                       |                                            |
| 1997 | PGA National Golf Club                      | Palm Beach Gardens, Florida              | Hale Irwin                               | 274                                      | -14                                      |                                            |
| 1998 | PGA National Golf Club                      | Palm Beach Gardens, Florida              | Hale Irwin                               | 275                                      | -13                                      |                                            |
| 1999 | PGA National Golf Club                      | Palm Beach Gardens, Florida              | Allen Doyle                              | 274                                      | -14                                      |                                            |
| 2000 | PGA National Golf Club                      | Palm Beach Gardens, Florida              | Doug Tewell                              | 201                                      | -15                                      |                                            |
| 2001 | Ridgewood Country Club                      | Paramus, New Jersey                      | Tom Watson                               | 274                                      | -10                                      |                                            |
| 2002 | Firestone Country Club                      | Akron, Ohio                              | Fuzzy Zoeller                            | 278                                      | -2                                       |                                            |
| 2003 | Aronimink Golf Club                         | Newtown Square, Pennsylvania             | John Jacobs                              | 284                                      | -4                                       |                                            |
| 2004 | Valhalla Golf Club                          | Louisville, Kentucky                     | Hale Irwin                               | 280                                      | -8                                       |                                            |
| 2005 | Laurel Valley Golf Club                     | Ligonier, Pennsylvania                   | Mike Reid                                | 280                                      | -8                                       | play-off tegen Jerry Pate en Dana Quigley  |
| 2006 | Oak Tree Golf Club                          | Edmond, Oklahoma                         | Jay Haas                                 | 283                                      | -5                                       | play-off tegen Brad Bryant                 |
| 2007 | Kiawah Island Golf Resort                   | Kiawah Island, South Carolina            | Denis Watson                             | 279                                      | -9                                       |                                            |
| 2008 | Oak Hill Country Club                       | Rochester, New York                      | Jay Haas                                 | 295                                      | +7                                       |                                            |
| 2009 | Canterbury Golf Club                        | Beachwood, Ohio                          | Michael Allen                            | 282                                      | -6                                       |                                            |
| 2010 | Colorado Golf Club                          | Parker, Colorado                         | Tom Lehman                               | 281                                      | -7                                       | play-off tegen Fred Couples en David Frost |
| 2011 | Valhalla Golf Club                          | Louisville, Kentucky                     | Tom Watson                               | 278                                      | -10                                      | play-off tegen David Eger                  |
| 2012 | The Golf Club at Harbor Shores              | Benton Harbor, Michigan                  | Roger Chapman                            | 271                                      | -13                                      |                                            |
| 2013 | Bellerive Country Club                      | St. Louis, Missouri                      | Kōki Idoki                               | 273                                      | -11                                      |                                            |
| 2014 | The Golf Club at Harbor Shores              | Benton Harbor, Michigan                  | Colin Montgomerie                        | 271                                      | –13                                      |                                            |
| 2015 | French Lick Resort                          | French Lick, Indiana                     | Colin Montgomerie                        | 280                                      | –8                                       |                                            |
| 2016 | The Golf Club at Harbor Shores              | Benton Harbor, Michigan                  | Rocco Mediate                            | 265                                      | –19                                      |                                            |
| 2017 | Trump National Golf Club                    | Sterling, Virginia                       | Bernhard Langer                          | 270                                      | –18                                      |                                            |
| 2018 | The Golf Club at Harbor Shores              | Benton Harbor, Michigan                  | Paul Broadhurst                          | 265                                      | –19                                      |                                            |
| 2019 | Oak Hill Country Club                       | Rochester, New York                      | Ken Tanigawa                             | 277                                      | –3                                       |                                            |
| 2020 | Geen toernooi vanwege de coronapandemie     | Geen toernooi vanwege de coronapandemie  | Geen toernooi vanwege de coronapandemie  | Geen toernooi vanwege de coronapandemie  | Geen toernooi vanwege de coronapandemie  | Geen toernooi vanwege de coronapandemie    |
| 2021 | Southern Hills Country Club                 | Tulsa, Oklahoma                          | Alex Čejka                               | 272                                      | –8                                       |                                            |
| 2022 | The Golf Club at Harbor Shores              | Benton Harbor, Michigan                  | Steven Alker                             | 268                                      | –16                                      |                                            |
| 2023 | Fields Ranch East                           | Frisco, Texas                            | Steve Stricker                           | 270                                      | –18                                      | play-off tegen Pádraig Harrington          |
| 2024 | The Golf Club at Harbor Shores              | Benton Harbor, Michigan                  | Richard Bland                            | 267                                      | –17                                      |                                            |

## Meervoudige winnaars
6x
- Sam Snead: 1964, 1965, 1967, 1970, 1972, 1973

4x
- Hale Irwin: 1996, 1997, 1998, 2004

3x
- Gary Player: 1986, 1988, 1990
- Eddie Williams: 1942, 1945, 1946
- Al Watrous: 1950, 1951, 1957

2x
- Jock Hutchison: 1937, 1947
- Gene Sarazen: 1954, 1958
- Paul Runyan: 1961, 1962
- Julius Boros: 1971, 1977
- Don January: 1979, 1982
- Arnold Palmer: 1980, 1984
- Lee Trevino: 1992, 1994
- Tom Watson: 2001, 2011
- Jay Haas: 2006, 2008
- Colin Montgomerie: 2014, 2015